# 保罗·塔努伊
保罗·塔努伊（Paul Kipng'etich Tanui，1990年12月22日—）是一名肯尼亚长跑运动员，赢得2010年肯尼亚越野跑头名，以及2011年世界越野锦标赛银牌。
他也是2013年和2015年世界田径锦标赛10000米铜牌得主，2016年里约奥运会男子10000米银牌得主（27:05.64）。

## 外部連結
- 保罗·塔努伊在的頁面